# Əlvənd
Əlvənd è un comune dell'Azerbaigian situato nel distretto di Zərdab. Conta una popolazione di 955 abitanti.